# The Muppets Studio
The Muppets Studio, LLC (original como The Muppets Holding Company, LLC) es una subsidiaria de entretenimiento de la propiedad de Disney Parks, Experiences and Products formada en 14 de febrero de 2004, después de que The Walt Disney Company adquiriera los derechos de los personajes de The Muppets y Bear in the Big Blue House de The Jim Henson Company.

## Antecedentes
A finales de la década del 80, Jim Henson estaba en negociaciones con Disney para vender la Jim Henson Company para The Walt Disney Company. En agosto de 1989, los dos anunciaron oficialmente un acuerdo para Disney comprar Jim Henson Productions por US $ 150 millones. El acuerdo cayó varios meses después de la muerte de Jim Henson en 1990.

## Historia

### Muppets Holding Company

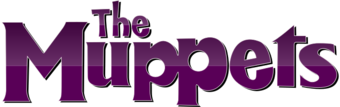
The Muppets Holding Company (2004–2007)

Michael Eisner, aún interesado en las propiedades del Muppet, reabrió las negociaciones con los Hensons y anunció la compraventa de los activos "The Muppets" y "Bear in the Big Blue House" de la The Jim Henson Company por US $ 75. millones en 17 de febrero de 2004. A adquiridas los activos de los personajes Muppets fueron entonces colocados en la The Muppets Holding Company con Chris Curtin cómo gerente general de Disney Consumer Products. Una de las primeras apariciones que los Muppets hicieron después de la compraventa fue en el especial de televisión The Nick and Jessica Variety Hour en abril de 2004, estrelado por Nick Lachey y Jessica Simpson.
Una nueva web fue lanzado en noviembre de 2004 y los Muppets hicieron una aparición en el episodio de Navidad de 2004 del Saturday Night Live.
La primera producción del Muppet bajo control total de Disney, The Muppets' Wizard of Oz, entró en producción inmediatamente y fue al aire en la ABC en mayo de 2005, ese fue a última película que fue producido por The Jim Henson Company.
En 30 de julio de 2005, Animal y Pepe the King Prawn hicieron apariciones en el The X Juegos en 11 previsualización del All Access en el ESPN2. La primera aparición de Bear bajo el control de Disney fue en el reality show, Breakfast With Bear en 2005.
Se planeó una gira del quincuagésimo cumpleaños de Kermit, "Kermit's World Tour" con cambios de liderazgo realizados solo unos días antes de que comenzara la gira. La gira hizo sus tres paradas iniciales antes de ser cancelada: Kermit, Texas;  recorrido por el Centro Espacial Johnson; y pastel con The Rockettes en Radio City Music Hall, NYC. Después de la salida de Eisner de Disney, el nuevo director ejecutivo Bob Iger destituyó al jefe de Muppets Holding Company y a varios miembros del personal sénior seleccionados por Eisner. Luego, The Muppets Holding Company se emparejó con Baby Einstein (antes de que fuera adquirida por Kids II, Inc. en 2013) bajo la dirección del vicepresidente sénior y gerente general R. Russell Hampton Jr.
ABC, en octubre de 2005, encargó America's Next Muppet, un guion y cinco guiones, pero ABC se mostró reacio a dar luz verde a America's Next Muppet, y nunca salió de la etapa de planificación. En cambio, el nuevo gerente general de Muppet Holding otorgó la licencia de los Muppets a TF1, una cadena de televisión francesa, para producir Muppet TV en septiembre de 2006.

### The Muppets Studio
En 2006, Muppets Holding Company fue transferida de Disney Consumer Products unidad a The Walt Disney Studios; con los ejecutivos del estudio pasando la supervisión, la unidad se colocó en el grupo de eventos especiales. Ese mismo año, Disney contrató a Puppet Heap para reconstruir, mantener y crear personajes de títeres para Muppets Studio. En abril de 2007, Muppets Holding Company cambió su nombre a The Muppets Studio bajo el nuevo liderazgo del grupo de eventos especiales SVG, Lylle Breier.
En 2008, The Muppets Studio inició un acuerdo de licencia con FAO Schwarz para crear una boutique con el tema de los Muppets donde los clientes pueden diseñar sus propios Muppets. En 2013, a Disney Theatrical Productions reveló que un programa basado en los Muppets estaba en desarrollo activo y que Thomas Schumacher había realizado un programa de 15 minutos para ver cómo funcionarían los componentes técnicos.
La compañía fue transferida en 2014 a la nueva unidad de medios de Disney, Disney Consumer Products and Interactive Media, específicamente DCPI Labs. El 3 de abril de 2015, se estrenó en Disney Junior una serie de cortos llamada Muppet Moments, la serie presenta conversaciones entre los Muppets y niños pequeños. En abril, se le encargó a Bill Prady que escribiera un guion para un nuevo piloto de los Muppets con el título The Muppets, que recibió luz verde de ABC y duró una temporada.
Disney Consumer Products and Interactive Media pasó a formar parte de Disney Parks, Experiences and Products en una reorganización de la empresa en marzo de 2018. Ese mismo mes, una nueva versión de la serie Muppet Babies de la década de 1980 debutó en Disney Junior. Se planeó un relanzamiento de la franquicia de los Muppets a partir de febrero de 2018 para el servicio de transmisión de Disney, entonces sin nombre, que se lanzará en 2019. Pronto se desarrollaron dos series para el servicio de transmisión de Disney+, la serie de formato corto sin guion Muppets Now y la comedia con guion Muppets Live Another Day. Live Another Day fue de Adam Horowitz, Eddy Kitsis y Josh Gad, y fue planeada como una serie de ocho episodios que representaría los eventos que tienen lugar después de que The Muppets Take Manhattan. La serie estaba en ABC Signature Studios con una orden piloto cuando la vicepresidenta de Muppets Studios, Debbie McClellan, se fue y su reemplazo, el vicepresidente sénior de Disney Parks Live Entertainment, David Lightbody, quería una versión diferente del proyecto. No dispuesto a abandonar su concepto, el trío creativo abandonó el proyecto. Muppets Now continuó su desarrollo y se estrenó en el servicio de transmisión el 31 de julio de 2020.

## Proyectos

### Cine y televisión
- The Muppets' Wizard of Oz (2005)[8]
- Breakfast with Bear (2005–2006) en Disney Channel[10]
- Muppets TV (2006) en TF1[15]
- A Muppets Christmas: Letters to Santa (2008)
- Studio DC: Almost Live (2008) en Disney Channel[6][26]
- The Muppets (2011), producido por Walt Disney Pictures y Mandeville Films
- Lady Gaga and the Muppets' Holiday Spectacular, (2013)[27]
- Muppets Most Wanted (2014), producido por Walt Disney Pictures y Mandeville Films
- Muppet Moments (2015) en Disney Junior[18]
- The Muppets (2015–2016), fue exhibido por el ABC[28]
- Muppet Babies (2018–2022) fue exhibido por Disney Junior[29]
- Muppets Now (2020) en Disney+[30]
- Muppets Haunted Mansion[31] (2021) en Disney+
- The Muppets Mayhem[32] (2023) on Disney+

### Parques temáticos
- Muppets Ahoy!, show de escenario en Disney Wonder en 2006.
- Muppet Mobile Lab (2006–presente), Figuras audioanimatrónicas en parques temáticos de Disney
- The Muppets Present... Great Moments in American History (2016–2020), Show en vivo en el Magic Kingdom[33]

### Serie web
- Statler and Waldorf: From the Balcony (2005–2006)
- Vídeos de The Muppets en YouTube (2008–2018)[6]
- The Muppets Kitchen with Cat Cora (2010)
- Muppisodes (2013–2014) en línea[34]
- Disney Drive-On with the Muppets (1 de agosto de 2014) 6 episodios de Disney Movies Anywhere[35]